# Carcans
Carcans är en kommun i departementet Gironde i regionen Nouvelle-Aquitaine i sydvästra Frankrike. Kommunen ligger i kantonen Saint-Laurent-Médoc som tillhör arrondissementet Lesparre-Médoc. År 2022 hade Carcans 2 415 invånare.

## Befolkningsutveckling
Antalet invånare i kommunen Carcans
Referens:INSEE